# Walaqa
Walaqa, un affluent du Nil Bleu, est une rivière de la Région d'Amhara de l'Éthiopie. Wegde est situé au nord. Mida Woremo et Dera sont au sud, tandis que Kelala est au nord-est. La rivière Walaqa était peut-être la limite nord de la province historique de Walaqa.